# Токаришки
Токаришки (бел. Такарышкі) — деревня на западе Беларуси. Населённый пункт находится в Ивьевском районе Гродненской области.

## История
Токаришки известны с 17 столетия, как имение в Ошмянском повете Виленского воеводства. Согласно переписи 1897 года 44 дворов, 330 жителей. С 1899 года в деревне работает школа грамоты. В 1909 году 48 дворов и 319 жителей. С XIX столетия Токаришки принадлежали помещику Гедимину Просперу Родкевичу, следующим и последним их властителем был его сын — Витольд Родкевич.